# Artёm Meščaninov
Artёm Olegovič Meščaninov (in russo Артём Олегович Мещанинов?; Kolpino, 19 febbraio 1996) è un calciatore russo, difensore del Rodina Mosca.

## Carriera
Ha giocato nella massima serie ceca.